# Scirites pectinatus
Scirites pectinatus är en spindelart som först beskrevs av James Henry Emerton 1911.  Scirites pectinatus ingår i släktet Scirites och familjen täckvävarspindlar. Inga underarter finns listade i Catalogue of Life.